# Indigofera zornioides
Indigofera zornioides är en ärtväxtart som beskrevs av Du Puy och Jean-Noël Labat. Indigofera zornioides ingår i släktet indigosläktet, och familjen ärtväxter. Inga underarter finns listade i Catalogue of Life.